# Слинько Віталій Іванович
Сли́нько Віта́лій Іва́нович (нар. 25 березня 1979) — доктор фізико-математичних наук, доцент, провідний науковий співробітник Інституту механіки імені С. П. Тимошенка НАН України.

## Біографія
1995 року закінчив Черкаську ЗОШ №15. У 1999 (у віці 20 років) закінчив фізико-математичний факультет Черкаського педінституту. Деяка нестандартність цих параметрів пояснюється тим, що Віталію, з огляду на його здібності, дозволили почати навчання у вузі (формально як вільному слухачу) після закінчення лише 9 класів; відтак у 1994/95 навчальному році він навчався на 1-му курсі і паралельно проходив екстерном шкільний матеріал 10-11 класів; офіційне закінчення середньої школи в 1995 р. дало можливість вступити до вузу офіційно, але одразу на 2-й курс.
Дипломну роботу писав на кафедрі теоретичної фізики (науковий керівник — професор Г. О. Бугаєнко).
З серпня 1999 по листопад 1999 асистент кафедри вищої математики ЧДТУ.
З листопада 1999 по листопад 2002 року — аспірант з відривом від виробництва (у 2002 р. захистив кандидатську дисертацію). Від 2002 року працює у відділі стійкості процесів Інституту механіки ім. С. П. Тимошенка НАН України. Водночас у 2003-2010 та 2015-2019 роках був професором кафедри алгебри та математичного аналізу Черкаського університету, а від 2019 року є науковим співробітником Інституту математики Університету Ю. Максиміліана в місті Вюрцбурґ у Німеччині.
У 2009 році захистив дисертацію на здобуття наукового ступеня доктора фізико-математичних наук за спеціальністю «теоретична механіка».
Стипендіат іменної стипендії Верховної Ради України для найталановитіших молодих учених (2010, 2011, 2012, 2013 та 2014 р.).
Має понад 110 публікацій.

## Нагороди
Лауреат державної премії України в галузі науки і техніки 2008 року у номінації — цикл наукових праць «Нові якісні методи нелінійної механіки та її застосування для аналізу багаточастотних коливань, стійкості та проблем керування». Підставою для отримання премії став цикл наукових праць, присвячених дослідженню стійкості деяких класів гібридних систем диференціальних рівнянь, зокрема, систем диференціальних рівнянь з імпульсною дією та систем диференціальних рівнянь з імпульсною дією і запізненням.